# Clapham Junction (film)
Clapham Junction je britský hraný film z roku 2007, který režíroval Adrian Shergold. Film zachycuje životy několika osob v londýnské čtvrti Clapham v průběhu 36 hodin, během kterých se jejich osudy protnou.

## Děj
Ve filmu probíhá souběžně několik dějových linií: Will a Gavin uzavírají registrované partnerství. Student Danny je vystaven posměchu svých spolužáků pro svou homosexualitu. Robin by rád prodal svůj scénář pro Channel 4, ale je odmítnut, neboť homosexuální téma již není v britské společnosti nic zajímavého jako dříve. 14letý Theo sleduje svého souseda, 29letého Tima a chtěl by se s ním seznámit a potajmu ho špehuje v knihovně. Terry bydlí se svou babičkou a odmítá si přiznat, že je gay.
Hned po obřadu začne Will flirtovat s mladým číšníkem Alfiem, ale je odmítnut. Svůj snubní prsten dá i s telefonním číslem tajně Alfiemu do kapsy. V gay klubu se Alfie potká s Terrym, ale Terry nakonec odejde s jiným mužem, kterého pak v jeho bytě fyzicky napadne. Theovi rodiče odejdou na večeři a Theo se rozhodne kontaktovat Tima, ten to však odmítá kvůli Theově věku. Alfie je přepaden v parku a zmlácen. Terry ho najde, ale nepomůže mu, jen mu ukradne Willův prsten. Alfie po převozu do nemocnice zemře. Terry sám je posléze přepaden homofobním útočníkem a skončí v nemocnici. Ošetřuje ho Gavin, který u něj najde Willův prsten.

## Obsazení
V abecedním pořadí:
| Tom Beard       | Roger Hopkirk   |
| James Bellamy   | Black           |
| Rachel Blake    | Belinda Hopkirk |
| Samantha Bond   | Marion Rowan    |
| Stuart Bunce    | Gavin           |
| Rupert Graves   | Robin Cape      |
| Francis Lee     | Murray          |
| David Leon      | Alfie           |
| Richard Lintern | Will            |
| Joseph Mawle    | Tim             |
| Paul Nicholls   | Terry           |
| Phoebe Nicholls | Natasha         |
| Ross O'Hennessy | Merv            |
| Neil Pearson    | Frank Winterton |
| Claire Perkins  | Dolly           |
| Adrian Rawlins  | Peter           |
| Liam Reilly     | Yob             |
| Lucy Russell    | Richards        |
| David Ryall     | vikář           |
| Jared Thomas    | Danny           |
| Luke Treadaway  | Theo            |
| June Watson     | Nan             |
| James Wilby     | Julian Rowan    |